# Quentin Costa
Pour les articles homonymes, voir Costa.
Quentin Costa est un personnage de chirurgien esthétique de la série télévisée Nip/Tuck, interprété par Bruno Campos. Il apparaît dans l'épisode 15 de la saison 2 puis dans toute la saison 3. 
Christian Troy fait appel à lui pour réparer le visage de Sean McNamara, qui a été agressé par le Découpeur. Plus tard, Quentin s'associe temporairement à la clinique McNamara/Troy: ainsi, pendant plusieurs mois, il travaillera aux côtés de Sean et Christian. 
Dans un premier temps, leur collaboration se passe bien, car Quentin semble être un homme propre sur lui, mais au fil des épisodes, il apparaît comme un être cynique, pervers et antipathique. Il ne semble avoir guère de considération pour la personne humaine et recherche moins le bien-être de ses patients que l'argent et la célébrité. Bisexuel, Quentin manifeste assez rapidement son attirance pour Christian ; il a ensuite une liaison avec Julia McNamara, l'ex-femme de Sean, ce qui ne l'empêche pas de la tromper avec l'un de ses patients. La liaison entre Julia et Quentin contribue à créer de vives tensions entre ce dernier et Sean. La situation ne s'arrange pas quand Christian découvre que Quentin est toxicomane.  
Alors que l'ambiance au sein de la clinique McNamara/Troy est devenue, du fait de sa présence, difficilement supportable, Quentin met fin à sa collaboration avec Sean et Christian en rachetant son contrat. Il a ensuite failli travailler dans le spa de Julia, mais celle-ci met bientôt fin à leur relation affective et à leur collaboration professionnelle. 
Dans le dernier épisode de la saison 3, Quentin s'avère être l'homme qui se cache sous le masque du Découpeur. Il s'enfuit à Malaga en compagnie de l'inspectrice de police Kit McGraw, qui s'avère être sa sœur et sa complice. 